# Tariq Ahmad
Pour les articles homonymes, voir Ahmad.
Tariq Mahmood Ahmad ( ourdou : طارق محمود احمد; né le 3 avril 1968), est un homme d’affaires britannique et un pair conservateur.

## Biographie
Né à Lambeth, de parents immigrants pakistanais pendjabis, il fait ses études à la Rutlish School, à Merton Park, dans le sud-ouest de Londres.
En 1991, il rejoint le programme de gestion des études supérieures de NatWest avant de devenir responsable du marketing, des commandites et de l'image de marque. En 2000, il travaille pour AllianceBernstein. En 2004, il rejoint Sucden Financial, où il est membre du comité de direction et directeur du marketing, de la stratégie et de la recherche. Il est associé de l'Institut des services financiers et membre de l' Institut des administrateurs. 
Il est membre de l'Ahmadiyya et est, de 1999 à 2008, vice-président de AMYA, une organisation de jeunesse britannique musulmane. De 2001 à 2006, il est gouverneur de l’école primaire de Wimbledon Park . Il rejoint le Parti conservateur en 1994. En 2002, il est élu conseiller à Wimbledon et se présente à Croydon North pour le parti conservateur en 2005. De 2008 à 2010, il est vice-président du parti conservateur. 
Le 13 janvier 2011, il devint pair à vie avec le titre de baron Ahmad de Wimbledon, dans le quartier londonien de Merton. Il intègre officiellement la Chambre des lords le 17 janvier. En 2014, Ahmad est promu sous-secrétaire d'État parlementaire au Département du Logement, des Communautés et du Gouvernement local. Après les élections générales de 2015, il est nommé conjointement ministre des compétences et de la sécurité de l'aviation au ministère des Transports et ministre de la Lutte contre l'extrémisme au Home Office. En 2016, il est nommé ministre de l'Aviation, du Commerce international et de l'Europe au ministère des Transports du Gouvernement May (1).  Il est nommé ministre d'État du Commonwealth et des Nations Unies au Foreign and Commonwealth Office le 13 juin 2017, ainsi que représentant spécial du Premier ministre pour la prévention de la violence sexuelle dans les conflits .